# FC Rohožník
FC Rohožník là một câu lạc bộ bóng đá Slovakia, đến từ thị trấn Rohožník.

## Màu sắc
Màu sắc của câu lạc bộ là đỏ, vàng và xanh dương.